# Wyspy Niemiec
Największe niemieckie wyspy
| ranking | wyspa     | morze           | kraj związkowy                | powierzchnia |
| ------- | --------- | --------------- | ----------------------------- | ------------ |
| 1.      | Rugia     | Morze Bałtyckie | Meklemburgia-Pomorze Przednie | 926 km²      |
| 2.      | Uznam     | Morze Bałtyckie | Meklemburgia-Pomorze Przednie | 445 km²      |
| 3.      | Fehmarn   | Morze Bałtyckie | Szlezwik-Holsztyn             | 185 km²      |
| 4.      | Sylt      | Morze Północne  | Szlezwik-Holsztyn             | 99 km²       |
| 5.      | Föhr      | Morze Północne  | Szlezwik-Holsztyn             | 82 km²       |
| 6.      | Pellworm  | Morze Północne  | Szlezwik-Holsztyn             | 37 km²       |
| 7.      | Poel      | Morze Bałtyckie | Meklemburgia-Pomorze Przednie | 36 km²       |
| 8.      | Borkum    | Morze Północne  | Dolna Saksonia                | 31 km²       |
| 9.      | Norderney | Morze Północne  | Dolna Saksonia                | 26 km²       |
| 10.     | Amrum     | Morze Północne  | Szlezwik-Holsztyn             | 20 km²       |